# Mourdj
Mourdj (arménien : Մուրճ, littéralement « Marteau ») est une revue en langue arménienne fondée en janvier 1889 à Tiflis (Empire russe) et publiée jusqu'en avril 1907.